# Наср, Вали реза
Вали реза Наср (перс. ولی‌ رضا نصر‎ولی‌ رضا نصر 20 декабря 1960) — ирано-американский учёный и писатель, специализирующийся на Ближнем Востоке и исламском мире. В настоящее время — декан школы перспективных международных исследований университета Джонса Хопкинса, а также старший научный сотрудник института Брукингса. По мнению журнала The Economist является «ведущим мировым авторитетом по шиитскому исламу».

## Биография

### Ранние годы
Сын иранского учёного Хоссейн Насра. Родился в Тегеране в 1960 году, с 16 лет учился в Англии. После Исламской революции 1979 года эмигрировал в США. Получил степень бакалавра в области международных отношений с отличием в университете Тафтса. В 1984 году получил степень магистра в области международной экономики и ближневосточных отношений в том же университете. В 1991 году получил докторскую степень в области политологии в массачусетском технологическом институте.

### Карьера
Преподавал в школе права и дипломатии Флетчера университета Тафтса, затем работал старшим научным сотрудником Белферского центра при Гарвардском университете, в Стэнфорде и в университете шт. Калифорния. В марте 2012 года получил место декана школы перспективных международных исследований университета Джонса Хопкинса.
Является членом комитета по международной политике при Государственном департаменте США; с 2009 по 2011 гг работал старшим советником Ричарда Холбрука — специального представителя США по Афганистану и Пакистану. Является членом Совета по международным отношениям.

## Публикации
Является автором многочисленных работ по сравнительной политологии и международным отношениям на Ближнем Востоке. В частности, получила известность книга Вали Насра «The Dispensable Nation: American Foreign Policy in Retreat» (2013), посвященная политике США в Сирии. Наср приходит к выводу о том, что пассивная позиция Барака Обамы в сирийском конфликте была стратегической ошибкой:

[Из-за пассивности США] усилилось влияние России и Ирана, возник ИГИЛ, укрепилась Аль-Кайда и произошёл кризис беженцев, создавший стратегическую угрозу для Европы.
Оригинальный текст (англ.)It empowered Russia and Iran, produced ISIS, strengthened al-Qaeda and created the refugee crisis which became a strategic threat to Europe.
— «Obama's Syria legacy: Measured diplomacy, strategic explosion», BBC, 13.01.2017

## Семья
Женат, имеет троих детей.

## Труды
- Dispensable Nation: American Foreign Policy in Retreat (Doubleday, 2013). Книга года по версии Financial Times.
- Необязательная страна / Вали Наср; [пер. с англ. В. Верченко].- Москва: Издательство АСТ, 2015.
- Forces of Fortune: The Rise of the New Muslim Middle Class and What It will Mean for Our World (Free Press, 2009), also published under the titles The Rise of Islamic Capitalism: Why the New Middle Class is Key to Defeating Extremism and Meccanomics: The March of the New Muslim Middle Class in the U.K.
- The Shia Revival: How Conflicts Within Islam will Shape the Future (W.W. Norton & Company, 2006)
- Democracy in Iran: History and the Quest for Liberty (coauthor, Oxford University Press, 2006)
- The Islamic Leviathan: Islam and the Making of State Power (Oxford University Press, 2001)
- Mawdudi and the Making of Islamic Revivalism (Oxford University Press, 1996)[6]
- The Vanguard of the Islamic Revolution: The Jama`at-i Islami of Pakistan (University of California Press, 1994)[7]
- Oxford Dictionary of Islam (editor, Oxford University Press, 2003)[8]
- Expectation of the Millennium: Shi’ism in History (coeditor, State University of New York Press, 1989)[9]
- «When Shiites Rise» from Foreign Affairs
- «The Cost of Containing Iran» (coauthored with Ray Takeyh) from Foreign Affairs
- «Who Wins in Iraq? Iran» from Foreign Policy
- «The Rise of Muslim Democracy» from Journal of Democracy
- «The Conservative Consolidation in Iran» from Survival
- «The Regional Implications of Shi’a Revival in Iraq» from The Washington Quarterly
- «Iran’s Peculiar Election: The Conservative Wave Rolls On» from Journal of Democracy
- «The Democracy Debate in Iran» (coauthor) from Middle East Policy Journal
- «Military Rule, Islamism, and Democracy in Pakistan» from The Middle East Journal
- «Lessons from the Muslim World» from Dædalus